# 寄生火山

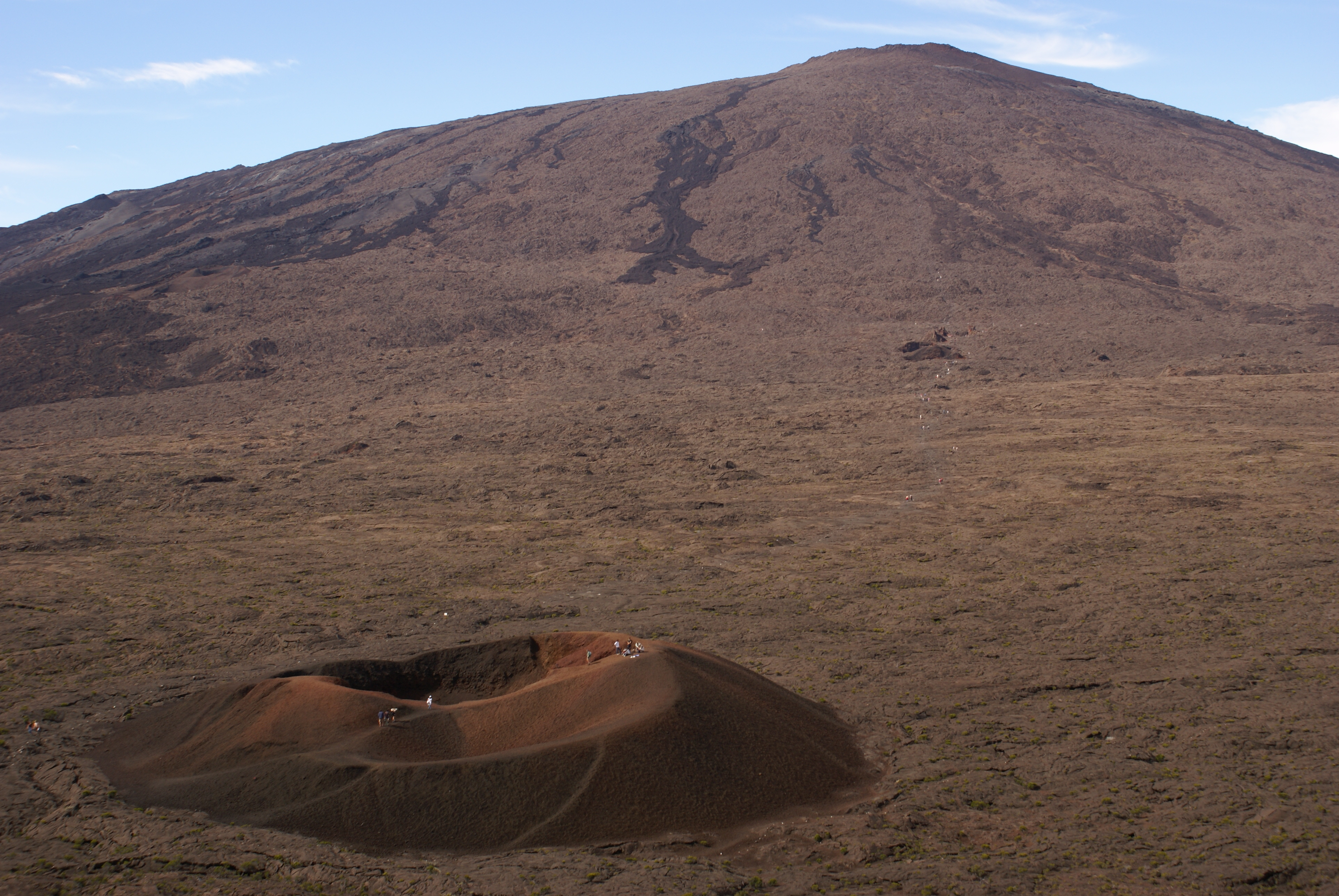
レユニオン島のピトン・デ・ネージュ火山。背後の大きい火口とともに手前の寄生火山が見える。

寄生火山（英語: parasitic cone）は、火山の中央火口の外にある、山型の火山堆積物である。山腹からの割れ目噴火で形作られ、山腹が崩壊することによって発生する。そして、マグマがその割れ目に達し、割れ目噴火と呼ばれる噴火が発生して寄生火山が作られる。寄生火山はまた、中央火口とは異なる場所にあるマグマだまりが水路や貫入岩床を引き裂くことでも発生する。
寄生火山の例として、スコット山はオレゴン州クレーターレイク国立公園のマザマ山に寄生している。
複数の寄生火山がある変わった例として、大韓民国の済州島がある。済州島には368の山があり、島の中心に存在する休火山の漢拏山からみていずれの方向にもごつごつした山腹が横たわっている。